# 任恺
任恺（223年—284年），字元褒，三国時曹魏乐安郡博昌（今山东省博兴县）人。曹魏太常任昊之子，尚魏明帝之女齊長公主，歷事魏晉兩朝。任愷在處理公務上勤勞恪慎，獲得朝野的讚譽，但與賈充有朋黨之爭，仕途受阻。

## 生平

### 曹魏時期
任愷在曹魏歷任中書侍郎、員外散騎常侍。
曹魏景元四年（263年），司馬昭封晉公，建晉國，愷任侍中，封昌國縣侯。

### 晉武帝之近臣
任愷有經國的才幹，大小事務都會涉足了解，性格忠誠正直並以社稷為己任，司馬炎器重親近他，政事經常諮詢其意見。泰始年間，鄭沖、王祥、何曾、荀顗、裴秀等人相繼以老病要求退讓官位，司馬炎特地優待他們，不必讓他們前來朝會，派任愷去他們的府第諮詢對重大事件的意見。

### 結怨賈充
任愷厭惡賈充的為人，不忍見他長居高位，曾多次制約賈充；賈充雖極為不滿，但未有計謀。後來賈充稱讚任愷，推薦他輔助太子，意圖削去他的權力，但司馬炎不但任命任愷為太子少傅，更讓他繼續任侍中，賈充沒有得逞。泰始七年（271年），秦州和雍州時遭鮮卑首領禿髮樹機能侵擾，司馬炎甚為憂慮，任愷乘機提議以有威望而有謀的重臣去安撫邊族，提薦賈充；在中書令庾純支持之下，司馬炎任命賈充都督秦涼二州諸軍事，西鎮長安。荀勖出計才令賈充得以留在洛陽。
當時朝中因著任愷和賈充分成了兩派，形成朋黨之爭。司馬炎試圖令他們和好，二人卻結怨更深，表面上互相敬重，內心卻對對方極度不滿。後有人向賈充獻謀，建議賈充先將任愷調離皇帝身邊；賈充於是稱讚任愷的才能，建議司馬炎任他典選舉事。司馬炎任命任愷為吏部尚書，加奉車都尉。任愷在任內選舉公平，盡心盡責，但少了見皇帝的機會。賈充又與荀顗和馮紞中傷任愷豪華奢侈，用皇帝的食物器皿，還派尚書右僕射、高陽王司馬珪上奏司馬炎，任愷被免官。後來查証時發現那些御用器皿其實都是任愷妻子齊長公主在曹魏時獲賜的，任愷還是因被免官而多作毁謗，司馬炎與他疏遠。後獲山濤舉任河南尹，又因事而免官，後又任光祿勳。
任愷有識鑒，在公事上勤奮又恪守職責，甚得朝野稱譽，但賈充和他的朋黨指任愷和立進令劉友勾結，尚書杜友和廷尉劉良以理為任愷申訴，最後二人和任愷竟然都被免官。任愷再次丟官，十分不快，縱情於酒樂，一頓飯用了萬錢。此時任愷得到皇帝朝請，司馬炎慰問他，任愷只得哭泣。後任太僕，轉太常。

### 失志憂死
太康四年（283年），尚書左僕射、右光祿大夫、開府魏舒加領司徒，接替逝世的山濤，命任愷為魏舒授官。魏舒昔日得任愷舉薦提拔，今天魏舒貴為三公之一，任愷只任散卿，尚未曾登三公之位，眾人都為任愷感到不值；任愷感到很不得志，憂鬱而死，享年六十一歲，諡號為“元”。

## 家庭

### 妻
- 齊長公主，魏明帝女兒。

### 子
- 任罕，字子倫，嗣侯，歷任黃門侍郎、散騎常侍、兗州刺史、大鴻臚。

## 延伸阅读
[在维基数据编辑]
 《晉書/卷045》，出自房玄齡《晉書》

## 外部連結
- 传略 (404 - 找不到文件或目录。您要查找的资源可能已被删除，已更改名称或者暂时不可用。)